# Fadhil al-Azzawi
Fadhil al-Azzawi (árabe: فاضل العزاوي; nacido en 1940) es un destacado poeta y narrador iraquí. Ha publicado diez libros de poesía, seis novelas, tres libros de crítica y memorias y varias traducciones de literatura alemana. Participó en la vanguardia iraquí de la generación de los años sesenta, y sus primeros y controvertidos trabajos fueron elogiados con gran entusiasmo.

## Vida y carrera
Fadhil al-Azzawi nació en Kirkuk en 1940. Cuando era niño, le fascinaban el sonido y el ritmo del Corán y notó que la poesía era evidente en el folclore iraquí, como en los cuentos de Las mil y una noches. En el período de posguerra, cuando la poesía contemporánea se filtró en Irak, al-Azzaawi se familiarizó rápidamente con sus formas.  Fadhil al-Azzaawi  se graduó en Literatura Inglesa en la Universidad de Bagdad. Editó varias revistas en Irak y fundó la revista de poesía Shi'r 69, que posteriormente fue prohibida. Pasó tres años en prisión bajo la dictadura del régimen del Baaz. Gracias a que el régimen controlado por los baazistas se hizo cada vez más poderoso, al-Azzaawi  decidió abandonar Irak en 1977. Posteriormente obtuvo un doctorado en estudios de comunicación en la Universidad de Leipzig. Ha trabajado como periodista y traductor para periódicos árabes y alemanes. Actualmente reside en Berlín.

## Obras
Ha publicado nueve volúmenes de poesía en árabe y uno en alemán. También colabora con artículos y poesía en revistas, periódicos y revistas y escribe periódicamente para Words Without Borders . Sus obras han sido traducidas a idiomas europeos y orientales, incluidos inglés, alemán, francés, sueco, español, noruego, húngaro, turco, hebreo y persa. Su poesía también está incluida en antologías como Fifteen Iraqi Poets.
Una antología de su poesía ha sido traducida al español por Jaime Sánchez Ratia, para la editorial Hiperión, bajo el título El hacedor de milagros.